# IC 4572
IC 4572 ist eine Balken-Spiralgalaxie vom Hubble-Typ SBa im Sternbild Nördliche Krone am Nordsternhimmel. Sie ist schätzungsweise 448 Millionen Lichtjahre von der Milchstraße entfernt.
Das Objekt wurde am 24. Juli 1895 von Stéphane Javelle entdeckt.